# New Madrid
New Madrid [njuː ˈmædrɨd] är administrativ huvudort i New Madrid County i Missouri. Orten är känd för jordbävningarna i New Madrid 1811–1812.